# 2003年のテレビ特別番組一覧
2003年のテレビ特別番組一覧(2003ねんのテレビとくべつばんぐみいちらん)
本項では、2003年に日本で放送されたテレビの特別番組をまとめる。

## 単発特番
記事が立項されている番組、および、他年度を含めると通算2度以上放送されている番組に限定して記載する。

### 1月放送
- 1日 - 関口宏の“歴史は繰り返す”（TBS）
- 3日 - さんタク（フジテレビ）
- 15日 - 水曜どうでしょう「6年間の事件簿!今語る!あの日!あの時!」(北海道テレビ)

### 5月放送
- 21日 - 水曜どうでしょう「プチ復活!思い出のロケ地を訪ねる小さな旅」(北海道テレビ)

### 8月放送
- 2日 - 日本テレビ開局50周年記念番組日テレバラエティー全史テレビ馬鹿50人と馬鹿テレビ50年〜シャボン玉ホリデーからガキの使いまで〜（日本テレビ）
- 31日 - 第1回MBS新世代漫才アワード（MBSテレビ）

### 9月放送
- 22日 - 爆笑問題&日本国民のセンセイ教えて下さい!（テレビ朝日、ABCテレビ）

### 10月放送
- 4日 - 有名人が通うマチャミ食堂（日本テレビ）
- 8日 - FNS5000番組10万人総出演 がんばった大賞（フジテレビ）
- 9日 - 志村けんの爆笑動物園（日本テレビ）[1]

### 12月放送
- 12日 - 爆笑問題の楽しい地球スペシャル（フジテレビ）
- 23日 - HAPPY Xmas SHOW（日本テレビ）
- 24日 - ロンブーのサンタも逃げ出す!!クリスマスプレゼント負けず嫌い王決定戦（日本テレビ）
- 31日 - お笑い年忘れネタの祭典ライブ2003 （日本テレビ）

## 2回放送以上のシリーズ番組
※レギュラー化前の特番、打ち切り後の復活特番も扱っています。

### 1月放送
- 1日
  - はねるのトびら初ナマスペシャル（フジテレビ）
  - アナウンサー大新年会新春早々初出社スペシャル（TBS）
  - 新春列島中継!全日本がんばってる人大賞!!（TBS）
  - 新春!お笑いカーニバル2003（フジテレビ）
  - 新春湯けむり生中継!!全国温泉決死の生き残り大作戦（テレビ朝日）
  - ウンナンVSモーニング娘。激突視聴率獲得サバイバルで生ハッスル挑戦テレビ（日本テレビ）
  - 徳光和夫vsえなりかずき ゴルフ真剣勝負!!2（テレビ東京）
  - 志村&所の戦うお正月（テレビ朝日、ABC朝日放送）
  - 最強運芸能人決定戦。（フジテレビ）
  - 伊東四朗のすし!丼!ラーメン!（TBS）
  - プロ野球オールスタースポーツ&クイズ決定戦（テレビ東京）
  - 第40回新春かくし芸大会2003（フジテレビ）
  - 世界絶叫映像もろ見え超びっくり人間大集結世界一決定緊急スペシャル（日本テレビ）
  - 愛の貧乏脱出大作戦スペシャル（テレビ東京）
  - 人妻大浴場（テレビ東京）
  - 朝まで麻雀スタジアム（テレビ朝日）
- 2日
  - 森田の特報天気2003（TBS）
  - 生中継!日本のお正月（テレビ東京）
  - 初笑い浪花の陣（ABC朝日放送）
  - 中村玉緒&志村けんの無礼講だョ!大新年会3（フジテレビ）
  - プロ野球オールスター場外乱闘ホントのところ日本一はどこなんだスペシャル2（関西テレビ）
  - TOKIO恋の予感（日本テレビ）
  - 祝!タモリのボキャブラ天国!!復活スペシャル（フジテレビ）
  - 志村&鶴瓶のアブない交遊録5（テレビ朝日）
  - 朝まで暴走たけし軍団（テレビ朝日）
- 2日〜3日
  - スターの朝ごはん（TBS）
  - 新春!途中下車の旅（TBS）
- 3日
  - 究極の職人（テレビ東京）
  - 新春ワイドショーSP ロス・ハワイ・NY…(秘)撮ってだし生ワイド（テレビ朝日）
  - 初笑い東西寄席（NHK総合）
  - 新春に豪打2003（テレビ朝日）
  - お正月だよ!ドレミファドン（フジテレビ）
  - プロ野球12球団対抗ボウリング大会（テレビ東京）
  - ウリナリ芸能人社交ダンス部炎の大復活!目指すは世界大会スペシャル（日本テレビ）
  - 平成教育委員会2003スペシャル（フジテレビ）
  - 夢対決!とんねるずのスポーツ王は俺だ!スペシャル4（テレビ朝日）
  - おすぎとピーコの本ばんですよ!スペシャル（テレビ朝日）
  - 視聴率ガチンコ対決!!新番組争奪芸人バトル（テレビ朝日）
- 4日
  - 北島家の大新年会（テレビ東京）
  - プロ野球オールスタースーパーバトル（東海テレビ）
  - 春一番!笑売繁盛（MBS毎日放送）
- 5日
  - ホンモノの伊東一家は海外嫌い!?3 伊東四朗・貴明の南イタリア爆笑珍道中（テレビ朝日）
  - プロ野球オールスタースポーツフェスティバル（読売テレビ）
  - さんま・玉緒のお年玉あんたの夢をかなえたろかスペシャル（TBS）
  - 激録!交通警察24時（テレビ朝日）
- 6日
  - 草彅・おすぎとピーコの女子アナ今年もしっかりしてください!!スペシャル（フジテレビ）
  - 生放送!年末年始2003 ザ・視聴率ベスト30（日本テレビ）
- 7日 - 新春特番ムツゴロウのゆかいな犬たちスペシャル（フジテレビ）
- 26日 - 松本明子&パパイヤ鈴木の散歩の達人になりたい!2（テレビ朝日）
- 29日 - 緊急指令!美食捜査ラーメン75（テレビ朝日）

### 2月放送
- 1日 - 緊急告発!あなたを狙う最新ウラ犯罪手口と最強対策法…すべて見せます（日本テレビ）
- 2日
  - 大激戦区!東京VSふるさと新ラーメン伝説IV（日本テレビ）
  - お得な温泉宿いっぱい宿泊料金当てバトル4（テレビ朝日）
  - 決定!第11回FNSドキュメンタリー大賞（フジテレビ / FNS系列局）
- 8日 - TV生誕50年!天下を取った名曲ベスト50（日本テレビ）
- 14日 - ビートたけしの"やってはいけない"スペシャル（TBS）

### 3月放送
- 2日
  - ゴールデン・アロー賞授賞式（テレビ朝日）
  - 志村けんの南国美女探しII（テレビ朝日）
- 7日 - 第26回日本アカデミー大賞授賞式（日本テレビ）
- 15日 - 第32回広告大賞（フジテレビ）
- 16日 - ファッション通信スペシャル（テレビ東京）
- 21日 - 春は女子アナ歓迎会!ニュースの女王決定戦（日本テレビ）
- 22日 - 雨上がり決死隊の大女優(秘)ご接待ツアー2（テレビ朝日）
- 23日 - 昭和歌謡大全集20（テレビ東京）

### 4月放送
- 2日 - 明石家さんまのフジテレビ春の大反省会（フジテレビ）
- 3日 - 中居正広の家族会議を開こう!スペシャル8（TBS）
- 12日 - 松本人志・中居正広VS日本テレビ 第2弾は朝まで200本勝負だ!!（日本テレビ）
- 20日 - 第51回兵庫リレーカーニバル（サンテレビ）

### 5月放送
- 1日 - 夢見るタマゴ!熱血浜田塾（NHK総合）
- 24日 - 風水で開運!?雨上がり決死隊(秘)シンガポール大女優接待ツアー2（テレビ朝日）

### 6月放送
- 22日 - ニッポンを釣りたい!（テレビ新広島）
- 28日〜29日 - FNS27時間テレビ みんなのうた 〜あの素晴らしい日本をもう一度〜（フジテレビ）

### 7月放送
- 4日 - 第34回夏祭りにっぽんの歌（テレビ東京）
- 6日 - 中間発表!第35回日本有線大賞（TBS）
- 21日 - 郁恵・井森・山瀬のそこまで喋るの!?ワガママ元アイドル3人旅II ハワイで大暴走ツアー（テレビ東京）
- 25日
  - 天神祭生中継（テレビ大阪）
- 26日
  - 今田耕司・藤井隆のお笑いワールドウォーカー2（日本テレビ）
  - 独占生中継!2003隅田川花火大会（テレビ東京）

### 8月放送
- 16日 - 第34回思い出のメロディー(NHK総合)
- 23日〜24日 - 24時間テレビ25「愛は地球を救う」（日本テレビ）

### 9月放送
- 6日 - 第27回鳥人間コンテスト選手権大会（読売テレビ）
- 12日 - ライオンスペシャル 第23回全国高等学校クイズ選手権（日本テレビ）
- 23日 - 運命の瞬間スペシャル（フジテレビ）

### 10月放送
- 12日 - 拓郎マチャミのみんな歌えるスーパーヒット（フジテレビ）
- 31日 - さんま・玉緒・美代子のいきあたりばったり珍道中 in ハワイ（フジテレビ）

### 11月放送
- 2日 - 第3回吉本陸上競技会（MBSテレビ）

### 12月放送
- 3日 - 2003 FNS歌謡祭（フジテレビ）
- 14日 - ゴルフ巨人VS阪神戦（読売テレビ）
- 16日 - PAPAPAPA PUFFY〜復刻限定版〜（テレビ朝日）
- 17日
  - 1億3000万人が選ぶ!ベストアーティスト30（日本テレビ）
  - 報道スクープ決定版2003（TBS）
- 20日
  - 発表!第36回日本有線大賞（TBS）
  - さんま&SMAP!美女と野獣のクリスマススペシャル'03（日本テレビ）
- 23日
  - サントリー1万人の第九（MBS毎日放送）
- 24日 - テレビ報道50年スペシャル（TBS）
- 25日 - 忘レラレナイ…天国のスタア聖夜に偲ぶ44人（日本テレビ）
- 28日 - M-1グランプリ2003（ABCテレビ）
- 29日
  - オールザッツ漫才（MBS毎日放送）
  - HAMASHO 一夜限りの大復活SP（読売テレビ）
- 30日
  - ザ・ベストテン2003（TBS）
  - ウッチャンナンチャンお笑いバトル2003!（TBS）
  - 朝まで生つるべ（テレビ朝日）
- 31日
  - 大みそか開運生テレビ（フジテレビ）
  - 第36回年忘れにっぽんの歌（テレビ東京）
  - 第45回輝く!日本レコード大賞（TBS）
  - 第54回NHK紅白歌合戦（NHK総合）

### 1年間で複数回放送された特番
- 1月1日(2H)、2月11日(2H)、3月26日(1.5H) - みのもんたコロシアム 〜悩む前に相談なさい!〜（TBS）
- 1月2日、3月20日、9月25日 - ものまねバトル（日本テレビ）
- 1月3日、3月24日 - 爆笑開運!!夫婦ばかりの人生立て直しスペシャル!!（関西テレビ）
- 1月3日、9月3日 - 中川家のツワモノどものメシ（日本テレビ）
- 1月4日、3月23日 - 勇者のスタジアム・プロ野球好珍プレー（日本テレビ）
- 1月7日、4月5日 - ザ・プライスハンター 史上最強の“激安王”No.1決定戦!日本全国驚異の激安ランキング（TBS）
- 1月8日、8月 - 魔界潜入!怪奇心霊（秘）ファイル（テレビ朝日）
- 1月25日、9月13日 - さんま・所の乱れ咲き花の芸能界オシャベリの殿堂（日本テレビ）
- 2月7日、7月4日 - 全国交通警察密着24時（TBS）
- 2月2日(第3弾)、3月22日(第4弾)、8月30日(第5弾) - ますだおかだの大決着（読売テレビ）
- 2月12日(3H)、12月27日 - 泣いた笑った壮絶人生超豪華!あの人は今!夢の紅白歌合戦（TBS）
- 2月22日、9月27日 - きよし・ヘレンの夫婦の極意教えます!（MBSテレビ）
- 2月24日〜27日 - タモリの未来予測TV（フジテレビ）
- 3月7日、8月8日 - 徳光&安住の感動再会"逢いたい"スペシャル（TBS）
- 3月8日、7月19日 - 七人の刑事が謎を解く 実在したミステリー（日本テレビ）※「謎を解け!まさかのミステリー」のパイロット版
- 3月12日 - 列島縦断警察激録24時（テレビ朝日）
- 3月18日 - 標的はあなた!大都会最新犯罪ファイルSP まさか!の決定的瞬間（TBS）
- 3月20日、9月 - 全国警察犯罪捜査網（日本テレビ）
- 3月25日 - あの人は今!?（日本テレビ）
- 3月26日(2.5H) - 今夜!完全大包囲網!!テレビ公開大捜査SP あの未解決事件を追え（TBS）
- 3月29日、9月27日 - オールスター感謝祭'03春・秋超豪華!クイズ決定版（TBS）
- 3月30日、10月1日 - 鑑識の神様・凶悪事件ファイル〜痕跡は真実を語る（日本テレビ）
- 4月1日、9月30日、12月30日 - 爆笑そっくりものまね紅白歌合戦スペシャル （フジテレビ）
- 9月20日、10月25日 - 四季彩紀行 えなりかずきの明日もおばんざい（フジテレビ）

## レギュラー番組のスペシャル版
各テレビ番組の項目に拡大版の記述があるものを除く。拡大版の記述がある番組は、各番組の項目も参照。
- 1月1日
  - 笑てん声慎吾!!特番・笑点vsSMAP香取ら波乱の大喜利元日決戦（日本テレビ）
  - たかじんONE MAN新春スペシャル 激論!爆論!大暴論!途中まで生テレビ?!（MBSテレビ）
  - 給与明細1時間スペシャル（テレビ東京）
  - ベストヒットUSAスペシャル
- 1月1日、4月16日(ゴールデン・初回) - バッテンチョイス クイズ!ヘキサゴン（フジテレビ）
- 1月2日
  - くいしん坊!万才新春同窓会スペシャル（フジテレビ）
  - 皇室アルバム新春特別番組 皇室4代親子物語〜愛子さま一歳ご成長の記録〜（MBSテレビ）
  - 都のかほり1000回スペシャル（テレビ朝日）
  - 今夜も千両箱!!2003年正月スペシャル（テレビ東京）
  - お正月だよよしもと新喜劇全員集合!!（MBSテレビ）
  - 新春サンデージャポン爆笑芸能界(秘)問題スペシャル（TBS）
  - ウンナンの気分は上々。正月スペシャル（TBS）
  - 痛快!明石家電視台正月スペシャル（MBSテレビ）
  - きらきらアフロお正月スペシャル（テレビ大阪）
- 1月3日
  - やじうまプラス新春版（テレビ朝日）
  - めざましテレビ新春版・きょうのわんこ初感動スペシャル（フジテレビ）
  - 新春!はなまる保存版 スター珠玉のおめざ!!（TBS）
  - debuya正月スペシャル（テレビ東京）
  - キスだけじゃイヤッ!お正月から超おもろすぎるカップルが集まっちゃいましたスペシャル（読売テレビ）
  - HAPPY NEW YEAR!えみぃ〜GO!!（MBSテレビ）
- 1月4日
  - ぶらり途中下車の旅新春1時間スペシャル（日本テレビ）
  - みのもんたのサタデーずばッと新春スペシャル（TBS）
  - トリビアの泉新春スペシャル（フジテレビ）
  - 愛のエプロン大賞2003芸能界(秘)料理女王決定戦（テレビ朝日）
  - チューボーですよ! in 上海・中国4000年大開運スペシャル（TBS）
- 1月4日 - 噂の!東京マガジン特大号（TBS）
- 1月4日 - 出没!アド街ック天国スペシャル（テレビ東京）
- 1月5日
  - いつみても波瀾万丈'03新春スペシャル（日本テレビ）
  - 笑点60分新春拡大版（日本テレビ）
- 1月6日、3月24日 - 解決!クスリになるテレビ2時間スペシャル（テレビ東京）
- 1月7日、12月 - 伊東家の食卓・特大号!（日本テレビ）
- 1月8日 - ダウンタウン777（MBSテレビ）
- 1月8日、4月9日、10月8日 - ザ!世界仰天ニュース史上最低の超凶悪事件恐怖の真実スペシャル（日本テレビ）
- 1月11日(最終回) - 電波少年強引にでも全部ゴールさせるぞスペシャル（日本テレビ）
- 1月14日、4月8日、10月7日 - 踊る踊る踊る!さんま御殿!!スペシャル（日本テレビ）
- 2月3日(初回・2H)、3月25日(2H)、9月 - とくダネ!発 GO-ガイ!2時間拡大版（フジテレビ）
- 2月10日、3月3日 - 徳光和夫の情報スピリッツ2時間スペシャル（テレビ東京）
- 2月12日(3H)、4月2日(2H) - いい旅・夢気分スペシャル（テレビ東京）
- 2月13日(1.5H) - 国民脳力ランキング!クイズ!常識の時間90分拡大版（日本テレビ）
- 2月21日、3月21日 - ポチたま2時間スペシャル（テレビ東京）
- 3月1日、3月22日 - TVのチカラ2時間スペシャル（テレビ朝日）
- 3月2日 - ハロー!モーニング。ハロプロライブ90分スペシャル（テレビ東京）
- 3月7日(最終回) - クイズ赤恥青恥最終回2時間スペシャル（テレビ東京）
- 3月15日 - 美の巨人たちスペシャル（テレビ東京）
- 3月16日 - やべっちFCスペシャル（テレビ朝日）
- 3月18日 - 春だ!生です旅サラダ（ABC朝日放送）
- 3月20日、12月18日 - とくばん（TBS）
- 3月21日(最終回) - 世界痛快伝説!!運命のダダダダーン!最終回2時間スペシャル（ABC朝日放送）
- 3月23日
  - 報道特集スペシャル（TBS）
  - 緊急報道バンキシャ!（日本テレビ）
  - THE・サンデー緊急特集・独占入手!北朝鮮女性 涙の脱出劇（日本テレビ）
  - 情熱大陸extra（MBSテレビ）
- 3月28日 - 虎乃門うんちく王スペシャル（テレビ朝日）
- 3月30日 - 追跡!とくダネ特捜部（フジテレビ）
- 3月31日 - ビートたけしのTVタックル嵐の大ゲンカ緊急国会怒りの国防論争バトル（テレビ朝日）
- 4月3日、10月2日、12月 - 銭形金太郎スペシャル（テレビ朝日）
- 8月23日 - 所さんの目が点々!?まだ間に合う!夏休みの宿題解決スペシャル（日本テレビ）
- 11月22日 - 土曜はダメよ!芸能界ダメ人間は私でしたスペシャル（読売テレビ）
- 12月28日
  - ゆくジャポくるジャポ!サンデージャポン!3時間ぶち抜き年末スペシャル!今年の100人（TBS）
- 12月29日
  - 超魔法のレストラン完全保存版 史上最強の激安寿司お年玉スペシャル（MBSテレビ）
- 12月31日
  - たかじん胸いっぱい 祝500回記念!大晦日スペシャル!!（関西テレビ）